# Aukusti Juhana Mela

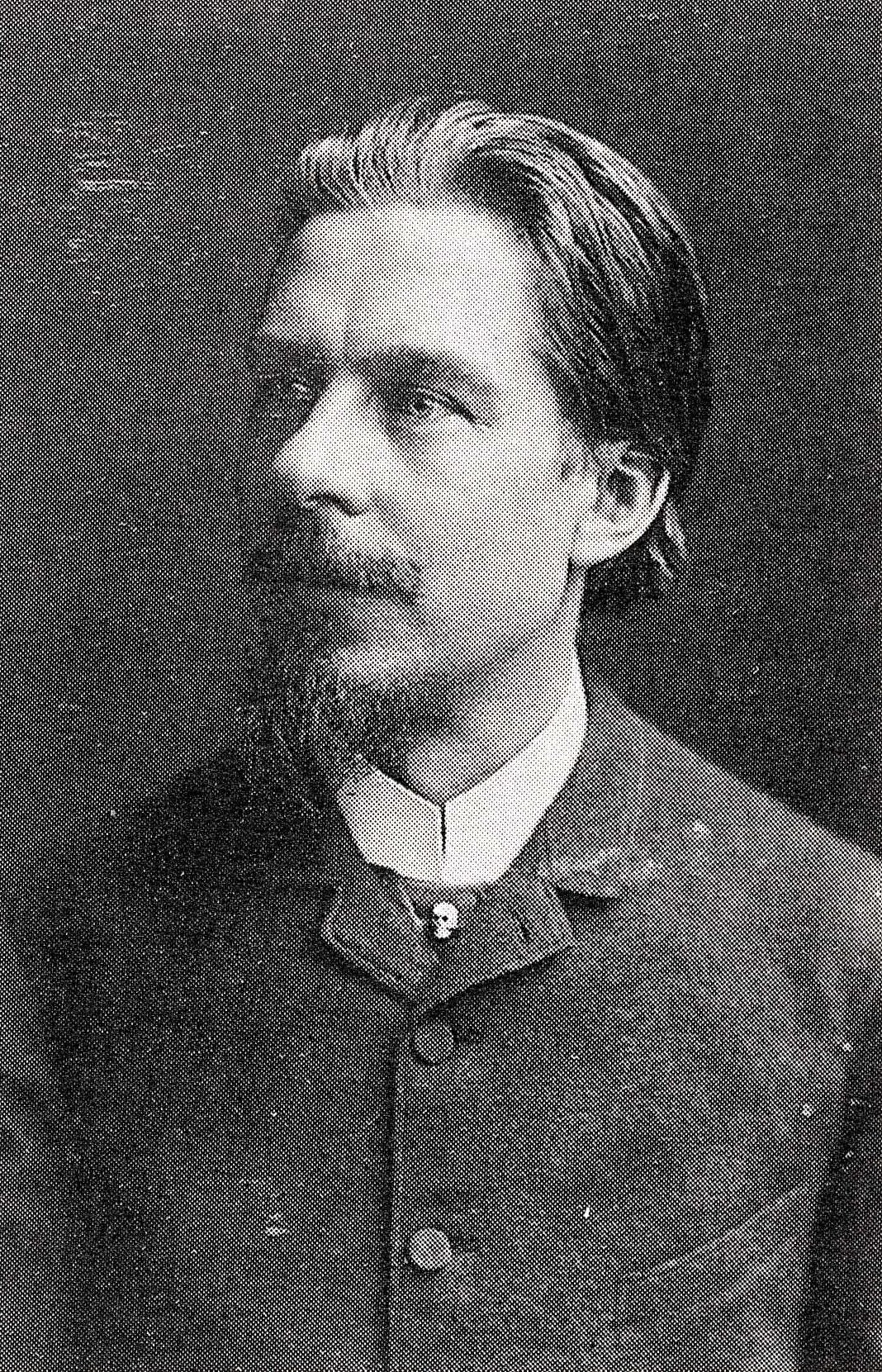
Aukusti Juhana Mela.

Aukusti Juhana Mela (till 1876 Malmberg), född 8 mars 1846 i Kuopio, död 3 februari 1904 i Helsingfors, var en finländsk naturforskare och lärare.
Mela blev filosofie magister 1873. Från 1888 var han lektor i naturhistoria och geografi vid Finska normallyceum i Helsingfors. Han företog åren 1866–1979 flera forskningsfärder i Finland och Lappland; var 1882–1988 föreståndare för Helsingfors universitets zoologiska museum.
Mela gjorde en banbrytande insats när det gällde att ta fram lärobokslitteratur i naturhistoria på finska och skapa en finsk terminologi på området. Han grundade 1896 den naturhistoriska föreningen Vanamo och var 1896–1904 dess förste ordförande.